# Моїсєєв Микола Дмитрович
Микола Дмитрович Моїсєєв (рос. Николай Дмитриевич Моисеев; 16 грудня 1902 — 6 грудня 1955) — радянський астроном.

## Життєпис
Народився в Пермі. Батько його служив тоді на посаді капітана пароплава на Далекому Сході. З 1904, після залишення служби, батько його працював в Пермі фотографом. Мати Миколи Моїсєєва була швачкою. Середню освіту Микола Моїсеєв одержав у Пермській гімназії, яку закінчив у 1919. У тому ж році він вступив на фізико-математичний факультет Пермського університету. Одночасно він отримав в університеті посаду лаборанта, щоб заробляти собі на життя, бо його батько помер на початку 1919. Влітку 1922 Моісєєв перевівся до Московського університету, який і закінчив у 1924 р. за фахом астрономія. З 1922 працював у Державному астрофізичному інституті, що увійшов у 1931 до складу Державного астрономічного інституту ім. П. К. Штернберга, в 1939—1943 — директор цього інституту. З 1935 — професор астрономії, з 1938 — завідувач кафедрою небесної механіки Московського університету. У 1929—1947 був також професором кафедри математики Військово-повітряної академії ім. М. Є. Жуковського, останнє військове звання — інженер-полковник. З 1947 до кінця життя працював за сумісництвом в КБ С. П. Корольова, де був науковим керівником відділу балістики.
Основні наукові роботи відносяться до небесної механіки. Творець московської школи небесної механіки. Розвинув якісні методи небесної механіки, ввівши узагальнюючі характеристики траєкторій. Великий цикл його робіт присвячено вивченню вікових і довгоперіодичних збурень у рухах природних небесних тіл, особливо малих планет. Важливі результати цих досліджень були отримані за допомогою вперше введених ним осереднених, в тому числі інтерполяційно осереднених, теоретичних схем. У циклі робіт з динамічної космогонії дав критичний аналіз космогонічних гіпотез. У роботах з теорії стійкості вивчив орбітальну стійкість (досліджував варіаційні криві Хілла), ввів нові поняття в теорію технічної стійкості, що мають велике прикладне значення. Ряд робіт присвячено теоретичній гравіметрії та історії механіки.

## Публікації
- О некоторых основных вопросах теории происхождения комет, метеоров и космической пыли. (Космогонические этюды), [1 — 7], «Труды Гос. астрофизического ин-та», 1930, т. 5, вып. 1;
- то же, «Труды Гос. астрономического ин-та им. П. К. Штернберга», 1933, т. 5, вып. 2, 1935, т. 6, вып. 1;
- Об определении фигуры геоида нерегуляризированной Земли, «Астрономический журнал», 1933, вып. 4;
- О некоторых общих методах качественного изучения форм движения в проблемах небесной механики, [1—6), «Труды Гос. астрономического ин-та им. П. К. Штернберга», 1936, т. 7, вып. 1, 1939, т. 9, вып. 2, 1940, т. 14, вып. 1, 1945, т. 15, вып. 1;
- О некоторых вопросах теории устойчивости, «Труды Военно-воздушной ордена Ленина академии РККА им. Жуковского», 1939, вып. № 45;
- О некоторых методах теории технической устойчивости, ч. 1, там же, 1945, вып. 135;
- Об интерполяционно-осредненных вариантах ограниченной задачи трех точек, «Вестник Московского ун-та», 1950, вып. 1, № 2;
- Очерки развития теории устойчивости, М.—Л., 1949.